# Penelope (Draghi)
Penelope (o La casta Penelope) è un dramma per musica in tre atti composto da Antonio Draghi su libretto di Nicolò Minato; la musica per i balletti di quest'opera venne composta invece da Johann Heinrich Schmelzer. Fu rappresentato per la prima volta a Vienna il 18 novembre 1670.